# Viola fuscoviolacea
Viola fuscoviolacea (L.G.Adams) T.A.James – gatunek roślin z rodziny fiołkowatych (Violaceae). Występuje naturalnie w Australii – w Nowej Południowej Walii, Wiktorii oraz Tasmanii. 

## Morfologia
PokrójBylina tworząca kłącza.
LiścieBlaszka liściowa ma owalny lub owalnie romboidalnyy kształt. Mierzy 0,5–1,2 cm długości oraz 0,5–1,5 cm szerokości, jest ząbkowana na brzegu, ma klinową nasadę i tępy wierzchołek. Ogonek liściowy jest nagi i ma 5–30 mm długości. Przylistki są lancetowate.
KwiatyPojedyncze, wyrastające z kątów pędów. Mają działki kielicha o lancetowatym kształcie. Płatki są odwrotnie jajowate, mają fioletową barwę oraz 2–3 mm długości, dolny płatek posiada obłą ostrogę.
OwoceTorebki mierzące 4-7 mm długości, o jajowatym kształcie.